# جین یک تفنگ دارد
جین یک تفنگ دارد (به انگلیسی: Janie's Got a Gun)، یک ترانه در سبک موسیقی راک است که توسط گروه ایروسمیث تولید شده و در سال ۱۹۸۹ منتشر شد. استیون تایلر و تام همیلتون شعر این ترانه را با یکدیگر سرودند که دختری به نام جین را توصیف می‌کند که تصمیم به انتقام از کسانی می‌گیرد که در کودکی از او سوءاستفاده کردند. جین یک تفنگ دارد برنده بهترین آهنگ راک در جوایز گرمی شد. دیوید فینچر برای این ترانه یک موزیک ویدئو کارگردانی کرد که در همان سال منتشر شد.